# Bastien Toma
Bastien Toma (sinh ngày 24 tháng 6 năm 1999) là một cầu thủ bóng đá người Thụy Sĩ thi đấu ở vị trí tiền vệ cho câu lạc bộ tại Giải bóng đá vô địch quốc gia Thụy Sĩ FC Sion.

## Sự nghiệp quốc tế
Toma sinh ra ở Thụy Sĩ và có gốc Kosovo. He is youth international for Switzerland.